# غلاطيون

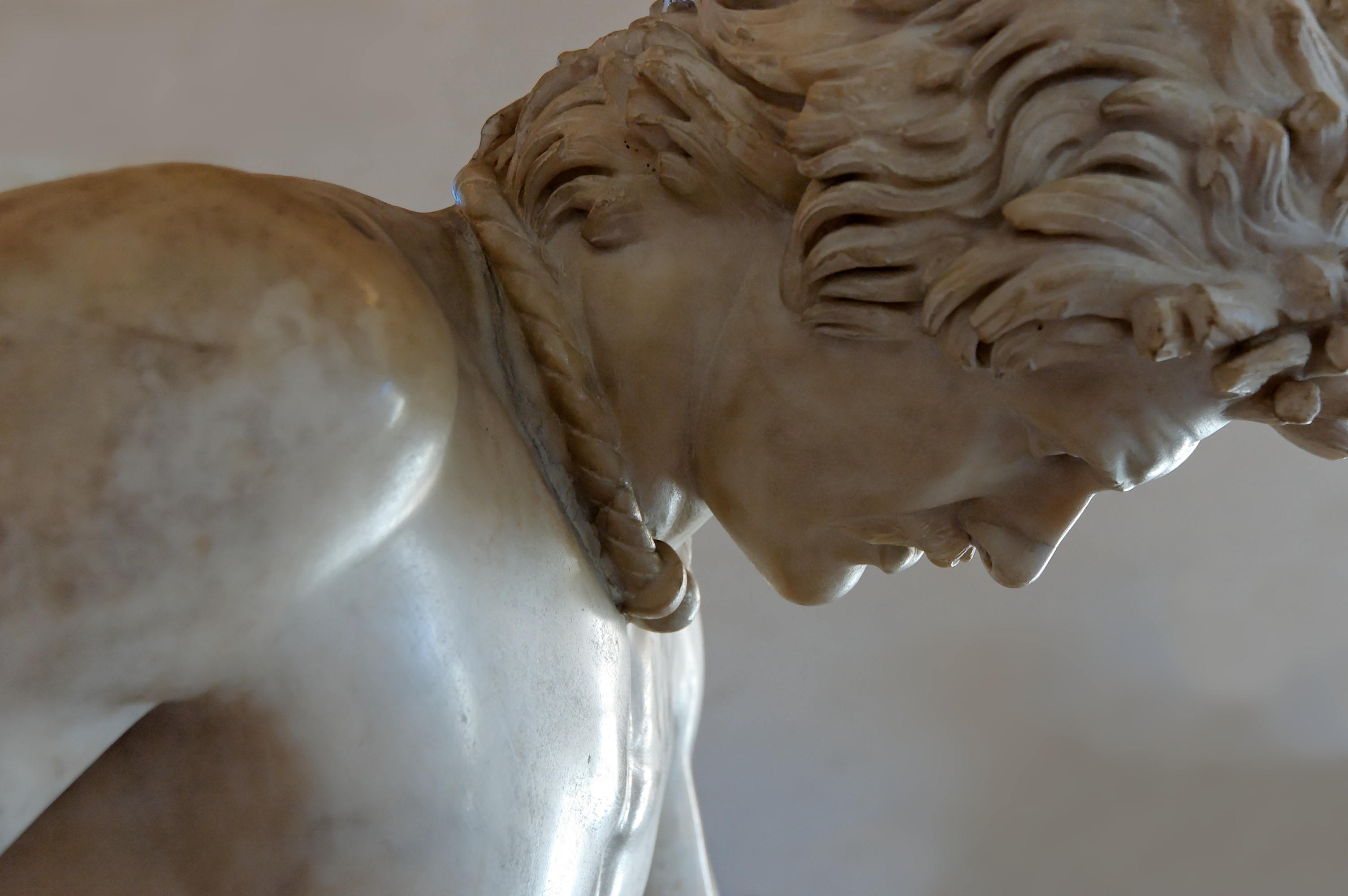
الغال المحتضر، نسخة رومانية من التمثال الهلنستي لمحارب غلاطي يحتضر، يرتدي تورك (Torc). متاحف الكابيتولين.

الغلاطيون (بالإنجليزية: The Galatians)‏، كان شعبًا كلتيًّا يسكن في غلاطية، وهي منطقة في وسط الأناضول تحيط بأنقرة الحالية، خلال الفترة الهلنستية. لقد تحدثوا اللغة الغلاطية، التي كانت مرتبطة ارتباطًا وثيقًا باللغة الغالية، وهي لغة كلتيَّة معاصرة يُتكلَّم بها في بلاد الغال.
ينحدر الغلاطيون من الكلتيين الذين غزوا اليونان في القرن الثالث قبل الميلاد. وجاء المستوطنون الأصليون لغلاطية عبر تراقيا تحت قيادة كل من ليوجاريوس وليونوريوس 278 قبل الميلاد. كانوا يتألفون بشكل أساسي من ثلاث قبائل غالية، وهي تيكتوساج، وتروكمي، وتوليستوبوجي، ولكن كانت هناك أيضًا قبائل ثانوية أخرى. وفي عام 25 قبل الميلاد، أصبحت غلاطية مقاطعة تابعة للإمبراطورية الرومانية، وعاصمتها أنقرة.
في القرن الأول الميلادي، نُصِّرَ العديد من الغلاطيين بسبب الأنشطة التبشيرية التي قام بها بولس الرسول. وكانت رسالة بولس الرسول إلى أهل غلاطية موجهة إلى المجتمعات المسيحية في غلاطية وهي محفوظة في العهد الجديد.

## التاريخ
بسبب رؤية شيء من الهمجية الهيلينية في الغلاطيين، أطلق عليهم فرانسيس بيكون وغيره من كتاب عصر النهضة اسم جالو-جرايسي ("الغاليون الذين استقروا بين اليونانيين") والبلاد جالو-جريسيا، كما فعل المؤرخ اللاتيني جاستن في القرن الثالث الميلادي.

## الدين
لا يُعرف سوى القليل نسبيًا عن الديانة الغلاطية، ولكن يمكن الافتراض أنها كانت مشابهة لديانة معظم الكلت. يتمتع الإله اليوناني تليسفوروس بصفات لم تظهر في أي آلهة يونانية أخرى، ويُعتقد أنه أُحضرَ من غلاطية.